# Майнкаптал
Майнкаптал — река на северо-западе Камчатского края в России.
Длина реки — 18 км. Протекает по территории Тигильского района Камчатского края. Впадает в залив Шелихова Охотского моря.

## Данные водного реестра
По данным государственного водного реестра России относится к Анадыро-Колымскому бассейновому округу. Код объекта в государственном водном реестре — 19080000112120000038154.